# المحاسب (فلم)
المحاسب (بالإنجليزية: The Accountant) هو فيلم حركة وإثارة من إخراج جافين اوكونور وتأليف بيل دوبوك، وبطولة بن أفليك وآنا كيندريك وجي كي سيمونز وجون بيرنثال وجيفري تامبور وجون ليثغو. قصة الفيلم تتبع محاسب في بلدة صغيرة يعمل كمحاسب إبداعي لمنظمات إجرامية خطيرة.
بدأ تصوير المحاسب في 19 يناير 2015 في أتلانتا بولاية جورجيا. وتتضمن مشاهد الحركة في الفيلم فنون دفاع عن النفس أندونيسية تدعى بنشاك سيلات.
عُرض الفيلم لأول مرة في الولايات المتحدة في 14 أكتوبر 2016.

## القصة
تتحدث القصة عن محاسب يعمل في الخفاء مع المنظمات الإرهابية يبدأ الفيلم بالتعريف بالبطل الذي يكون مصاب بمرض التوحد الذي يعطيه القدرة الخارقة على التركيز وجعله ما إن يبدأ شيء حتى يكون مجبرا على انهائه، تتسلسل الأحداث ضمن قالب حركة وإثارة لينتهي الفيلم نهاية سعيدة وشبه مفتوحة حيث نرى طفل يشبه حالة البطل عندما كان صغيرا.

## طاقم التمثيل
- بن أفليك بدور كريستيان «كريس» وولف
- آنا كيندريك بدور دانا كامينغز
- جي كي سيمونز بدور راي كينغ
- جون بيرنثال بدور براكس
- جين سمارت
- سينثيا اداي-روبنسون بدور ماري بيث مدينه
- جيفري تامبور بدور
- جون ليثغو بدور

## الاستقبال

### الجوائز
| السنة | مقدم الجائزة                                            | الفئة                                                       | المرشح               | النتيجة |
| ----- | ------------------------------------------------------- | ----------------------------------------------------------- | -------------------- | ------- |
| 2017  | Academy of Science Fiction, Fantasy & Horror Films, USA | أفضل عرض تشويقي                                             | لا يوجد              | رُشِّح     |
| 2017  | Guild of Music Supervisors Awards                       | أفضل إشراف موسيقي                                           | Toddrick Spalding    | رُشِّح     |
| 2017  | Jupiter Award                                           | أفضل ممثل دولي                                              | Ben Affleck          | رُشِّح     |
| 2017  | Jupiter Award                                           | أفضل فيلم دولي                                              | لا يوجد              | رُشِّح     |
| 2017  | Yoga Awards                                             | أسوأ ممثل أجنبي                                             | Ben Affleck          | فوز     |
| 2017  | Young Artist Awards                                     | أفضل أداء في فيلم روائي طويل (دعم الممثلين المراهقين)       | Seth Lee             | فوز     |
| 2017  | Young Entertainer Awards                                | أفضل ممثل مساعد في فيلم روائي طويل (دعم الممثلين المراهقين) | Seth Lee warner bros | فوز     |

## وصلات خارجية
- الموقع الرسمي
- مقالات تستعمل روابط فنية بلا صلة مع ويكي بيانات

لا توجد روابط لمواقع التواصل الاجتماعي.